# Mystique
Mystique o Mística (Raven Darkhölme) és un personatge de ficció que apareix als còmics estatunidencs publicats per Marvel Comics, comunament en associació amb els X-Men. Creada per l'artista David Cockrum i l'escriptor Chris Claremont, va aparèixer per primera vegada al còmic Ms. Marvel nº 16 (publicat amb data de portada d'abril de 1978).
Membre d'una subespècie de la humanitat coneguda com a mutants que neixen amb habilitats sobrehumanes, és una canviaforma que pot imitar l'aparença i la veu de qualsevol persona amb una precisió exquisida; el seu aspecte natural inclou la pell blava, els cabells vermells i els ulls grocs. Típicament representada com una enemiga dels X-Men, Mystique ha estat alhora una supermalvada i una antiheroïna, fundant la seva pròpia Brotherhood of Mutants i assassinant diverses persones importants implicades en afers mutants; s'ha dit que té més de 100 anys. Mystique és la mare de l'heroi Nightcrawler del X-Men i el malvat Graydon Creed, i la mare adoptiva de l'heroïna Rogue també dels X-Men.
Mystique apareix a set de les pel·lícules X-Men de 20th Century Fox: el personatge va ser interpretat per Rebecca Romijn a X-Men (2000), X2 (2003) i X-Men: The Last Stand (2006), mentre que Jennifer Lawrence va interpretar una versió més jove a X-Men: First Class (2011), X-Men: Days of Future Past (2014), X-Men: Apocalypse (2016) i Dark Phoenix (2019).

## Història en les publicacions
Mystique va ser creada per David Cockrum. Chris Claremont va veure el disseny de Cockrum, va batejar el personatge "Mystique" i, amb el permís de Cockrum, la va situar a Ms. Marvel nº 16 (data de portada abril de 1978). La veritable aparició del personatge es va revelar a Ms. Marvel nº 18 (juny de 1978) i la primera aparició a la portada a The Avengers Annual #10 (1981).
Claremont, un antic escriptor de X-Men, ha dit que originalment pretenia que Mystique i Destiny fossin els pares biològics de Nightcrawler (amb Mystique transformada en un cos masculí per a l'acte de concepció), però Marvel no hi va estar d'acord., perquè en aquell moment el Comics Code Authority prohibia la representació explícita de personatges gais o bisexuals.

## Poders i habilitats
Mystique és una mutant metamòrfica amb la capacitat de canviar molecularment la formació de les seves cèl·lules biològiques a voluntat per canviar la seva aparença i, per tant, adoptar la forma d'altres humans i animals. També pot alterar la seva veu per duplicar exactament la d'una altra persona. Originalment, es va afirmar clarament que els poders de Mystique es limitaven només a les aparences; no podia assumir els poders de les persones en què es transformava ni alterar el seu cos per adaptar-se a diferents situacions. A més, no podia canviar la seva massa corporal general en adoptar l'aspecte d'una persona més gran o més petita, però a causa de millores posteriors ha afirmat que la seva massa corporal no està fixada i pot canviar-la quan ho faci.
El seu cos no es limita a aspectes purament orgànics: també té la capacitat de crear l'aspecte de roba i altres materials del seu propi cos, inclosos articles com ara ulleres, cremalleres, targetes d'identitat, bosses de mà i fins i tot tubs d'assaig. Mystique es mostra com a mínim en un cas transformant una part metàl·lica del seu vestit en una pistola blaster que funciona. No és clar si això és una funció dels seus poders o de la pròpia peça de vestuari.
Com a canvi de forma, Mystique és capaç d'alterar i rejovenir constantment les cèl·lules del seu cos i així conservar la seva aparença juvenil tot i haver viscut durant més de cent anys.
Mystique va rebre la seva primera millora de poder a la minisèrie X-Men Forever, en la qual va ser exposada a nivells perillosos de radiació per salvar la vida de Toad. El procés va augmentar els seus poders perquè ara pugui transformar el seu cos per prendre determinats trets físics desitjats en funció de la seva situació en aquell moment. Alguns exemples d'aquestes noves habilitats inclouen visió nocturna, ales a l'esquena, urpes als dits i armadura corporal natural. Pot comprimir-se en gairebé dues dimensions (com un full de paper) per lliscar sobre els corrents d'aire d'una manera similar a la de Mister Fantastic. Ha desplaçat els seus òrgans vitals fora de lloc per sobreviure als trets al seu tors i cap, i pot fer-se pràcticament invisible mitjançant el camuflatge. Fins i tot, amb tensió, s'ha donat dos caps i quatre braços per facilitar una lluita amb armes en dos fronts, a més d'haver-se canviat de forma quan era petita. Ara també és capaç de mantenir una forma quan queda inconscient i pot amagar objectes en bosses canviades de forma sota la seva pell.
Després de la seva mort i resurrecció per la Hand, els seus poders han millorat encara més. Ara pot alterar i ocultar la seva olor a aquells amb sentits millorats, i és capaç de canviar la seva forma en un grau més gran, incloent alterar les seves extremitats per formar tentacles i armes de fulla, i comprimir-se en un gos.
Se sap que el dany al seu teixit biològic es cura a un ritme relativament ràpid i pot formar una resistència als verins en contactar-hi. Les seves millores li han permès tornar a créixer ràpidament extremitats tallades i recuperar-se ràpidament d'una lesió gairebé mortal. Els seus poders li atorguen immunitat a les malalties, millora l'agilitat i la força i la inedat.
Mystique és una estratega astuta en operacions terroristes i de comandos, i experta en les arts marcials i la tecnologia de la informació. Té un talent per trobar, robar i entendre l'armament d'avantguarda. És una actriu amb talent i una políglota, que parla més de catorze idiomes. La seva ment és naturalment il·legible a causa del canvi de matèria grisa i porta dispositius per evitar la intrusió telepàtica. A més, amb més d'un segle d'experiència fent-se passar per altres persones, ha adquirit l'habilitat inusual de ser capaç d'identificar persones que es fan passar per altres basant-se en el llenguatge corporal i els canvis en el comportament.
Després d'haver viscut almenys un segle, Mystique ha acumulat recursos considerables, un dels seus àlies és el multimilionari B Byron Biggs, propietari d'una sèrie de cases segures a tot el món que sovint estan protegides per sistemes de seguretat sofisticats. També controla una varietat d'armes i aparells, inclòs el Changeling, una nau furtiva altament avançada capaç d'emmascarar i volar a una velocitat molt alta. La nau tenia armes i sistemes de vigilància sofisticats, amb un ordinador d'anàlisi a bord i cèl·lules de contenció que suprimeixen l'energia.

## Acollida

### Acollida de la crítica
Shoshana Kessock de Tor.com va anomenar Mystique "un dels malvats mutants més impactants dels còmics", i va escriure: "Amb diverses pel·lícules independents suggerides per a la franquícia X-Men en curs, només haurem d'esperar i veure si la nostra canviaformes blava favorita apareix al costat de Gambit i Magneto per exemple. Fox realment hi estaria perdent si passés per alt la seva oportunitat per a una pel·lícula d'acció atractiva, sexy, sincera i poderosa amb Mystique." Peter Eckhardt de CBR.com va declarar: "La canviformes Mystique és un dels personatges més atractius dels X-Men. Mystique està motivada principalment per l'interès propi i és prou capaç d'aconseguir el que vol, ja sigui mitjançant l'espionatge, el combat o la manipulació. Una de les figures més dinàmiques de l'Univers Marvel, Mystique ha continuat sent un actor central des de la seva presentació." Richard Chachiwski, de Screen Rant, va escriure: "Un dels mavats més reconeixibles de tots els còmics d'X-Men, Mystique és una mutant de pell blava i pèl roig capaç d'adoptar qualsevol forma física que desitgi. Adversaria freqüent dels X-Men, també ha estat retratada com una antiheroïna poc probable en anys posteriors. La membre fundadora de la seva pròpia Germandat de Mutants, Mystique es caracteritza no només pel seu aspecte físic memorable, sinó també per les diverses relacions personals que manté amb diversos membres de l'equip X-Men." IGN va afirmar: "No tots els grans malvats han de ser un mal conqueridor del món, guerrer i superpoderós. Alguns d'ells són genials per manipular els esdeveniments al seu gust, doblegar el món al seu desig i sortir-se'n amb la seva. Mystique és un d'aquests dolents, i és absolutament una de les més grans malvades mai creades. […] En essència, al llarg dels anys, els fans de X han estat tractats amb una dona fatal que s'ha trobat en diversos punts d'inflexió clau en la història de la raça mutant. Princess Weekes de The Mary Sue va dir: "Un dels meus problemes més importants amb la franquícia de pel·lícules X-Men és com han desatès les seves actrius/personatges femenins. Tot i que Mystique és coneguda pel seu pragmatisme, l'artesania d'espionatge, la intel·ligència, el caràcter estrany i la complexa història familiar, tot això, en adaptació, es cisella a l'ofici d'espionatge i ja està. El personatge té molt més a oferir al públic, i tenint en compte que a nosaltres, com a fans del còmic, se'ns ha negat tota la majestuositat de Mystique, i com d'increïble va ser Romijn en oferir els ossos bàsics i elevar-lo a una classe magistral, amb escriptors que es preocupen, ella podria ser l'antagonista sorprenent que ens mereixem." Evan Valentine de Comicbook.com va declarar: "La Mystique de Marvel està a punt de tenir un paper important en els còmics de Marvel amb el proper esdeveniment de còmics, Inferno, que actua com un dels arcs de la història més importants de la carrera X-Men de Jonathan Hickman. Tot i que ningú sap quan el Marvel Cinematic Universe introduirà la malvada de pell blava a la seva llista, sens dubte era una de les mutants preferides dels fanàtics dins dels títols X-Men de Fox."

### Reconeixements
- L'any 2009, IGN va classificar Mystique en el lloc 18 de la seva llista "Greatest Comic Book Villain of All Time"[38] i la va incloure a la seva llista "Marvel's Femme Fatales".[39]
- El 2014, BuzzFeed va classificar Mystique en el lloc 20 a la seva llista "95 membres X-Men classificats del pitjor al millor".[40]
- El 2015, Entertainment Weekly va classificar Mystique en el lloc 14 de la seva llista "Classifiquem cada X-Man de sempre".[41]
- El 2019, Screen Rant va classificar Mystique en el 9è lloc de la seva llista "10 Strongest Female Marvel Villains".[42]
- El 2019, CBR.com va classificar Mystique en el 9è lloc de la seva llista "X-Men: Les 10 malvades femenines més poderoses".[43]
- El 2020, Scary Mommy va incloure Mystique a la seva llista "195+ Marvel Female Characters Are Truly Heroic".[44]
- El 2021, BuzzFeed va classificar Mystique en el 9è lloc a la seva llista "11 dels més importants superherois de Marvel i DC LGBTQ +".[45]
- El 2022, Screen Rant va classificar Mystique en tercer lloc a la seva llista "10 millors personatges X-Men creats per Chris Claremont".[34]
- El 2022, CBR.com va classificar Mystique 3a a la seva llista "10 millors infiltrats de Marvel",[46] 4a a la seva llista "10 malvats més heroics de Marvel"[47] i va classificar Mystique i Destiny en el 5è lloc en la seva llista "Marvel's 10 Best Married Couples".[48]
- El 2022, The AV Club va classificar Mystique en el lloc 62 de la seva llista dels "100 millors personatges de Marvel".[49]
- El 2022, Newsarama va classificar Mystique al 10è lloc a la seva llista de "Millors malvats dels X-Men".[50]

## En altres mitjans

### Televisió
- Mystique va ser un personatge recurrent a la sèrie d'animació X-Men dels anys 90, amb la veu original de Randall Carpenter i Jennifer Dale. En aquesta versió era la líder de la Germandat dels Mutants i un aliada propera d'Apocalypse, Mister Sinister i Magneto. També és la mare biològica de Graydon Creed Jr., Nightcrawler (Kurt Wagner) i la mare adoptiva de Rogue, a qui ha estat intentant tornar-la a les seves maneres dolents.
- Mystique té un paper destacat a X-Men: Evolution, principalment interpretat per Colleen Wheeler. La mare biològica de Nightcrawler (Kurt Wagner) i la mare adoptiva de Rogue, en aquesta versió és una seguidora inicial de Magneto durant la primera temporada, ja que es va disfressar de directora de Bayville. Apareix amb moderació en temporades posteriors mentre es disfressa de Risty Wilde (amb la veu de Nicole Oliver) durant la major part d'aquest temps abans de ser convertida en un cavaller d'Apocalypse al final de la sèrie.
- Mystique apareix a la sèrie d'animació Wolverine and the X-Men, amb la veu de Tamara Bernier. En aquesta versió és una acòlita de Magneto i té una història romàntica amb Wolverine. Es veu als episodis "Greetings from Genosha", "Battle Lines", "Stolen Lives" i "Foresight" [Parts 1 i 2].
- Mystique apareix a The Super Hero Squad Show, amb la veu de Lena Headey amb accent britànic.[51] A l'episodi "Deadly is the Black Widow's Bite", ella es fa passar per la Black Widow per tal d'aconseguir la confiança del Super Hero Squad.
- Mystique apareix a Marvel Disk Wars: The Avengers amb la veu de Masumi Asano.[52]

### Franquícia de pel·lículesX-Men
- Rebecca Romijn va interpretar Mystique a la pel·lícula X-Men del 2000. És membre de la Germandat de Mutants de Magneto al costat de Sabretooth i Toad.
- Romijn rep el paper a la seqüela de 2003 X2. Ella allibera Magneto de la cel·la de plàstic on estava retingut, i junts ajuden els X-Men a infiltrar-se a la base de William Stryker a Alkali Lake per aturar el pla d'Stryker de rentar el cervell al Professor X en un Cerebro duplicat per matar tots els mutants.
- Romijn rep el seu paper a X-Men: La decisió final del 2006. Magneto i Pyro l'alliberen juntament amb Juggernaut i el Multiple Man d'una furgoneta presó en moviment. Quan salta davant d'una sèrie de trets destinats a Magneto, la cura mutant dins de la munició la converteix en una humana normal, i Magneto l'abandona perquè ja no és una mutant. Traumatitzada i traïda per l'experiència, Mystique va a l'FBI i li dona la ubicació de la base d'operacions de Magneto.

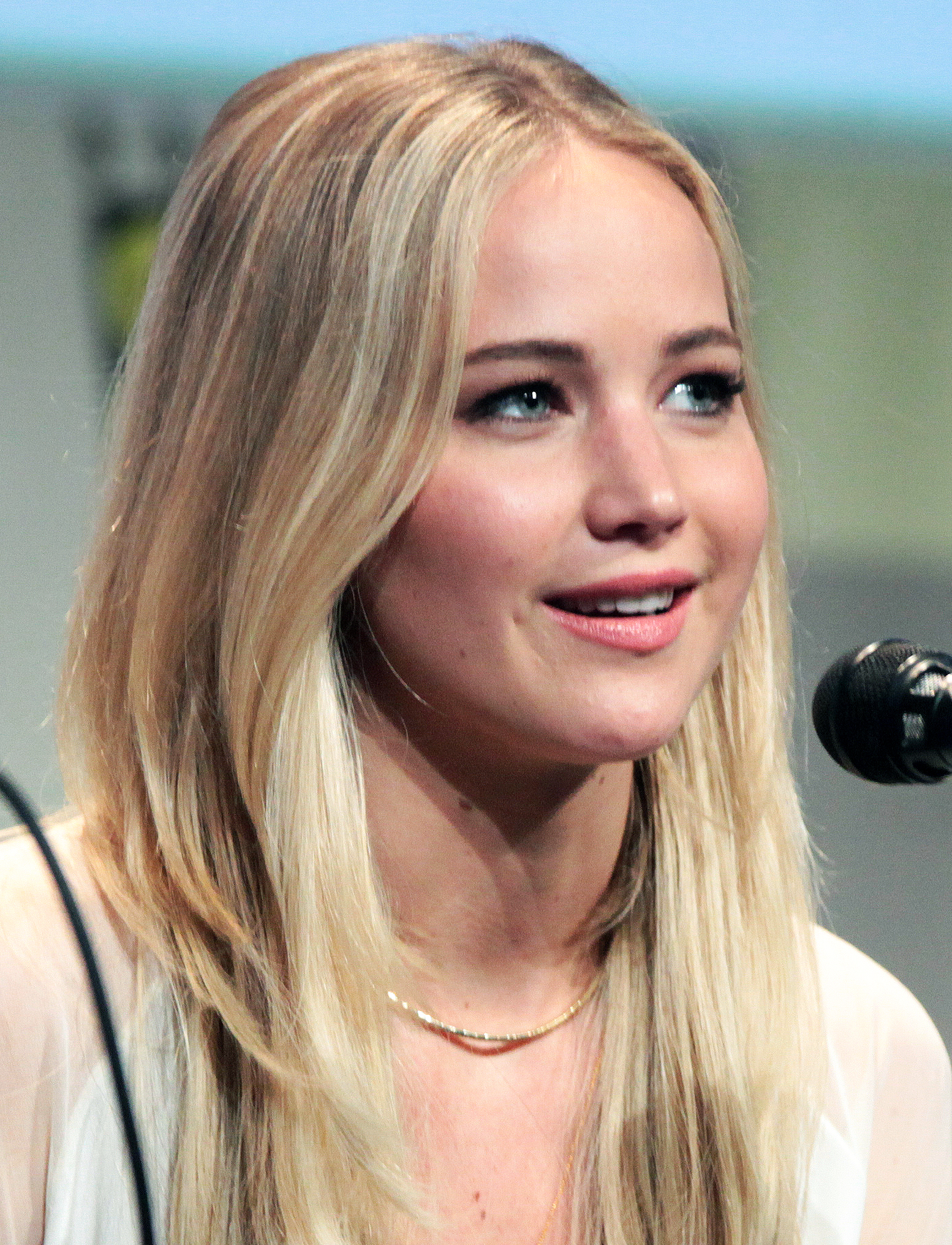
Jennifer Lawrence va interpretar a Mystique a las preqüeles de X-Men.

- Jennifer Lawrence retrata una versió més jove del personatge a la preqüela de 2011 X-Men: First Class; Morgan Lily interpreta breument una representació infantil mentre Romijn fa un cameo com a transformació de seducció.[53][54] Ella es cria com a germana adoptiva de Charles Xavier i ajuda a fundar els X-Men, però finalment abandona pel costat d'Erik Lensherr, ja que no està satisfeta amb els intents constants d'en Xavier de demanar-li que s'amagui mentre Magneto la va animar a no témer el seu veritable aspecte.
- Lawrence rep el seu paper a la pel·lícula del 2014 X-Men: Days of Future Past.[55] Va ser el seu assassinat de Bolívar Trask el que va conduir al martiri d'aquest últim, donant lloc a la fructificació del programa Sentinel. Posteriorment, Mystique va ser capturada i utilitzada en experiments, donant lloc a les imparables capacitats de canvi de forma dels Sentinels i a un futur distòpic. La pel·lícula gira al voltant dels intents de Wolverine d'aturar el seu assassinat de Trask i evitar el futur fosc després de ser enviat en el temps per Kitty Pryde projectant Wolverine en un jo més jove. El grup atura l'intent de Mystique de matar en Trask, però l'altercat exposa els mutants al món per primera vegada abans que en la línia de temps anterior, fet que fa que el president Richard Nixon aprovi el programa Sentinel mentre Trask estudia una mostra de sang que Mystique va deixar enrere durant l'atac. Quan Trask Industries utilitza els Sentinels a Washington, DC per a una presentació nacional que Magneto va envoltar secretament d'acer per controlar i, posteriorment, comanda els Sentinels per atacar la multitud, Mystique (amb l'aspecte de Nixon) estava enmig de la confusió. Quan la mutació d'Hank McCoy es suprimeix amb un sèrum al qual un Sentinel activa Magneto, la distracció permet a Mystique disparar amb una pistola de plàstic, ferint Magneto i alliberant el control dels Sentinels. Després que Xavier convenç a Mystique de deixar viure a Trask, el món veu que un mutant va salvar el president i el programa Sentinel es tanca. Trask és arrestat per vendre secrets militars a potències estrangeres, esborrant el futur distòpic vist anteriorment a la pel·lícula. Mystique segueix sent canalla, però es disfressa de William Stryker per salvar a Wolverine de l'ofegament al riu Potomac.
- Lawrence va repetir el seu paper a la pel·lícula del 2016 X-Men: Apocalypse.[56][57] La pel·lícula està ambientada a la dècada de 1980, amb Mystique ara com la "cara pública" de la idea dels mutants heroics, i no està alineada amb Magneto com ho va fer a la línia de temps original després dels esdeveniments de la darrera pel·lícula. Tot i ser idolatrada per altres mutants com a heroïna, rebutja la noció mentre se centra simplement a posar els oprimits a un lloc segur. Els mutants més joves com Ororo Munroe, Scott Summers i Jean Grey la veuen com una inspiració, i alguns han començat a tractar d'utilitzar els seus poders per a l'heroicisme o el vigilantisme basant-se en els seus exemples. Després de veure una notícia sobre la mort de la família d'en Magneto mentre intenta ajudar a Nightcrawler, fa que Nightcrawler la porti de tornada a la mansió d'en Xavier perquè en Xavier l'ajudi a trobar Magneto. En el procés, ella alerta sense voler el nou poderós enemic Apocalypse de la seva existència, provocant el segrest d'en Xavier. Després d'haver estat mantinguts captius breument per Stryker, Raven i els altres adults són rescatats per Scott, Jean i Nightcrawler, el que fa que Raven els acompanyi en la missió de rescatar Xavier d'Apocalypse i convèncer a Erik, que es va unir a Apocalypse per venjar-se de la humanitat després de la mort de la seva dona i filla, assassinades per la policia. Ella i Quicksilver, el fill desconegut d'Erik, aconsegueixen fer adonar-se a l'Erik que encara té una família i ell, es penedeix de les seves accions, els ajuda a derrotar l'Apocalipsi i es converteix en un veritable heroi malgrat rebutjar amablement un lloc a la X-Mansion com a professor. En acabar la pel·lícula, Mystique torna als X-Men com un dels tinents d'en Xavier (juntament amb Beast) i comandant de camp, mentre que Quicksilver decideix explicar a Erik la seva relació en el moment oportú.
- Lawrence va repetir el seu paper per última vegada a la pel·lícula Dark Phoenix del 2019.[58] A la pel·lícula, Raven comença a expressar les seves frustracions a Xavier per haver enviat els X-Men a missions cada cop més perilloses i deixar-los a ella per salvar-los, i fins i tot suggereix que el nom de l'equip es canviï per "X-Women", una línia que va ser àmpliament criticada tant pels seguidors com pels crítics especialitzats.[59][60] Durant un enfrontament amb Jean com el Fènix, Mystique intenta conjurar-la, només per fer que la seva amiga perdi el control i accidentalment la empala en un tros de fusta trencat. La mort de Mystique afecta profundament tant a Beast com a Magneto, que treballen breument junts per intentar matar Jean com a represàlia.